# Boza

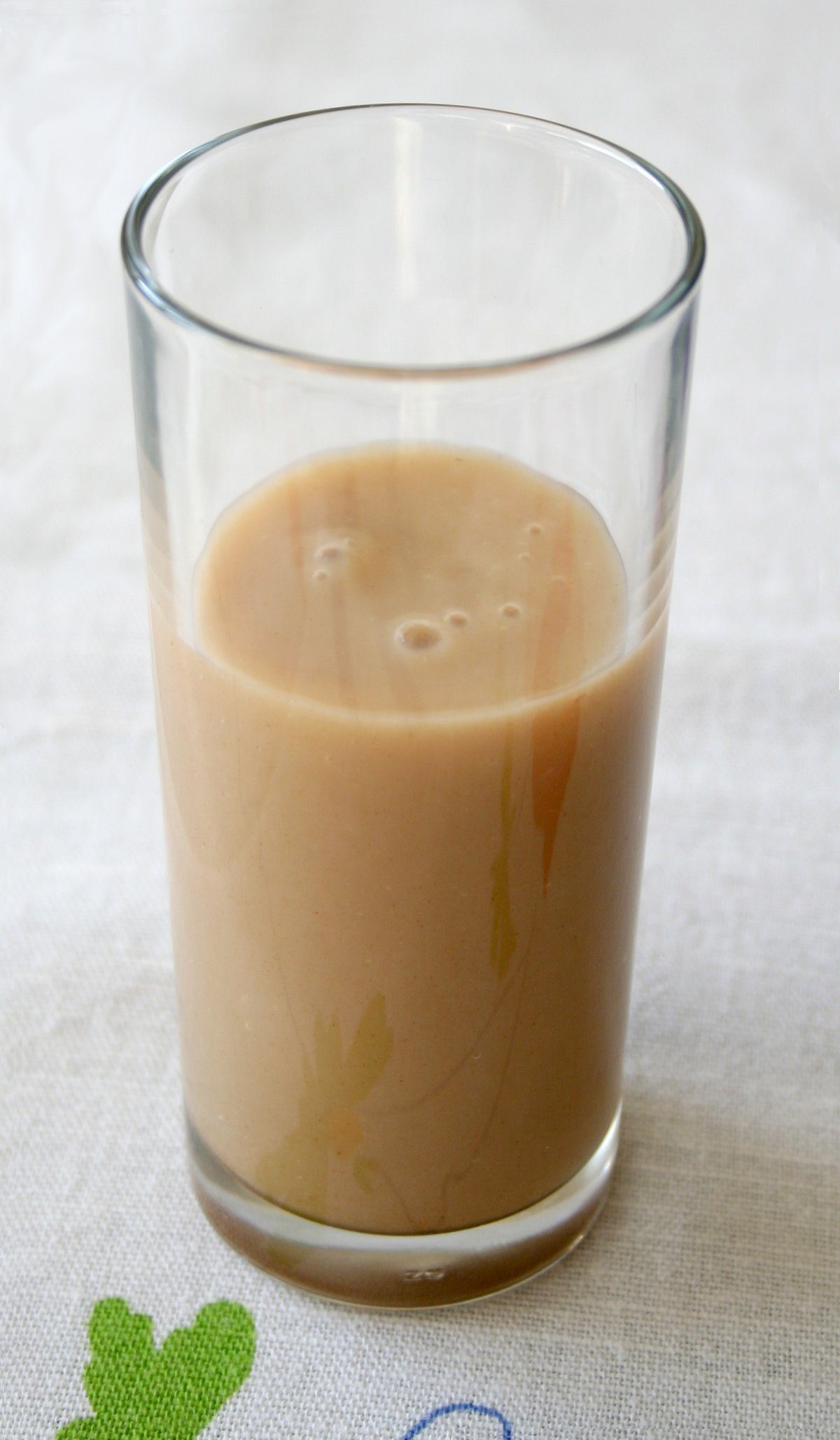
Un verre de boza (Bulgarie).

Le boza est une boisson fermentée à base de céréales (millet, blé, maïs…). Très populaire sous l'Empire ottoman, elle fut cependant interdite pendant un temps en raison de l'alcool qu'elle contenait, même en très faible quantité.
Héritage des invasions ottomanes, le boza reste encore aujourd'hui assez populaire non seulement en Turquie, mais aussi en Bulgarie, en Albanie, en Serbie, au Kosovo ou encore en Roumanie. La boza égyptienne ou soudanaise, prononcée bouza, est brassée à partir de blé, d’orge ou de mil.
Cette boisson se boit surtout en hiver. En raison de sa sensibilité à la chaleur, elle est peu distribuée pendant les mois d'été. Les Russes ont une boisson du même genre, mais avec un autre processus d’élaboration : le kvas, boisson fermentée à base de pain de seigle.

## Préparation

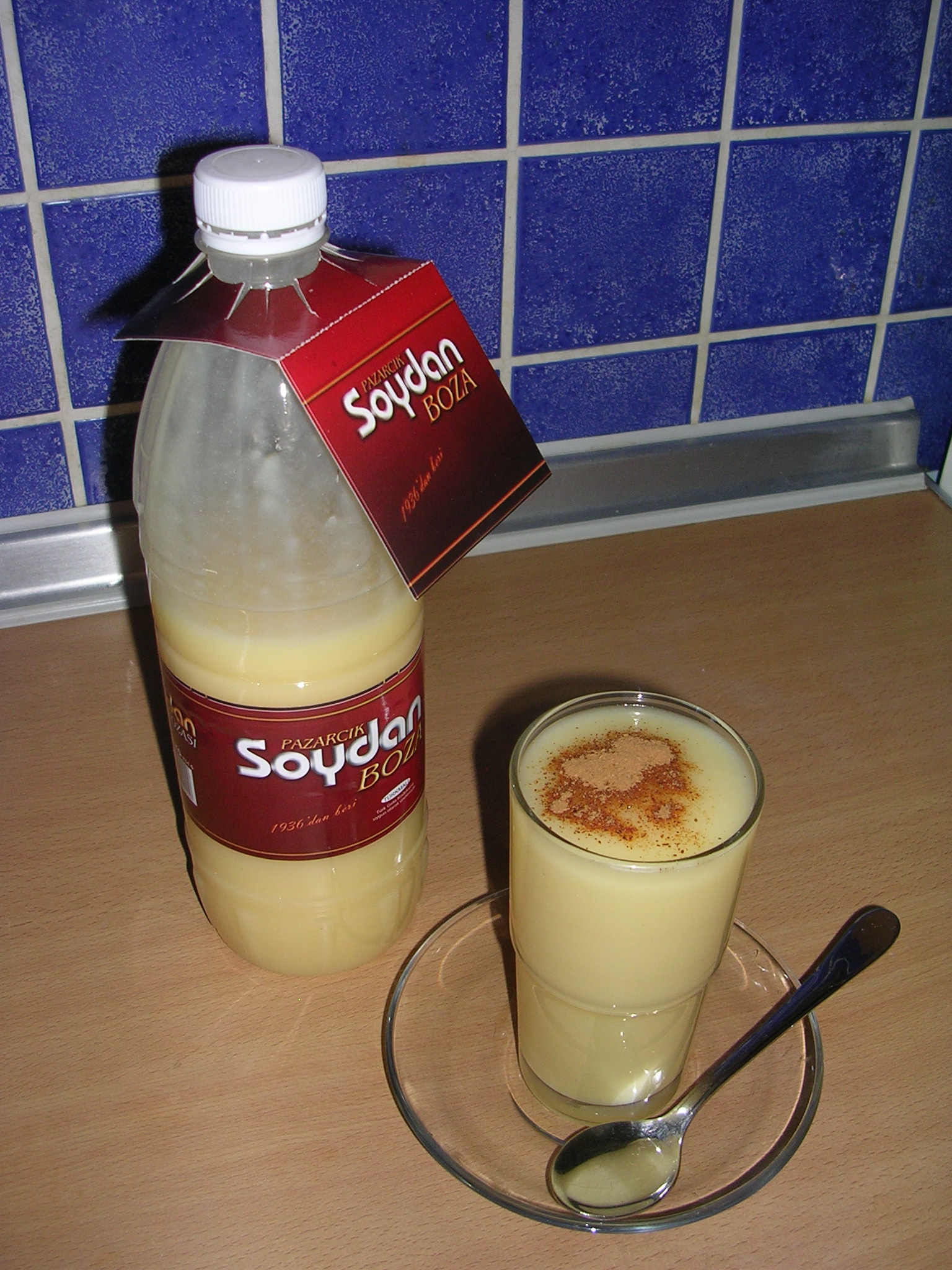
Boza turque.

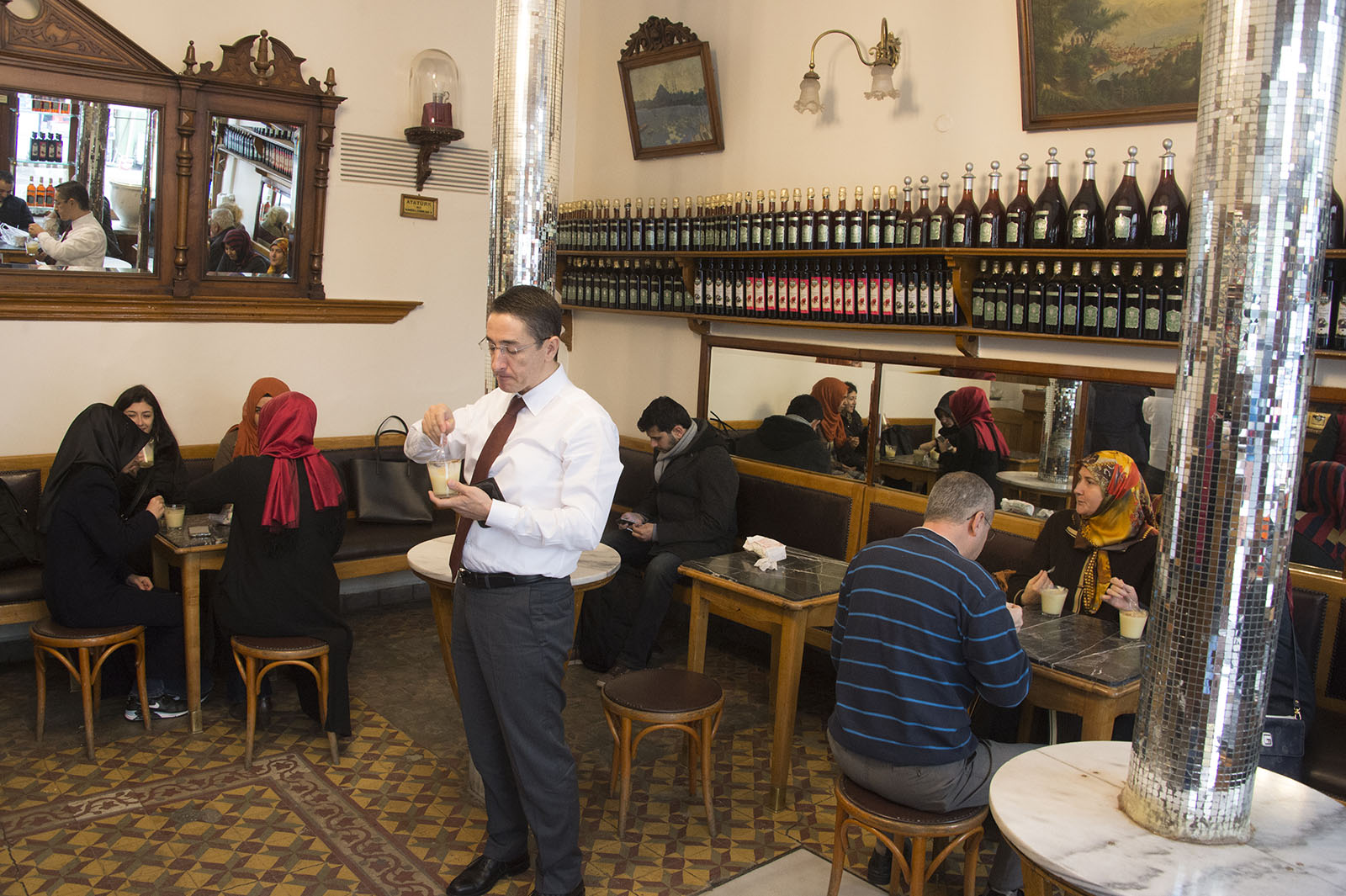
Débit de boza en Turquie.

Le boulgour, le maïs ou d'autres céréales selon la région, est cuit pour que l’amidon se transforme en dextrine qui va fermenter beaucoup plus facilement et rapidement. Puis du sucre est ajouté qui va alimenter les levures afin d’accélérer leur effet. Le tout est ensemencé avec de la présure, des ferments de yaourt ou d'autres cultures. On laisse fermenter l'ensemble pendant cinq jours. Pour le goût, on ajoute deux gousses de vanille. Dans les Balkans, on ajoutera de la cannelle.
En Turquie, notamment, le breuvage est souvent servi avec des pois chiches grillés en guise d'amuse-gueule.
La boza égyptienne ou soudanaise est faite de façon similaire aux anciennes bières égyptiennes (zythum) ou mésopotamiennes (sikaru), c'est-à-dire qu'elle est obtenue à partir de morceaux de pain fermentés durant quatre jours. De couleur jaune clair, épaisse, elle a un goût acide et un taux d’alcool de 4-5 % en vol.

## Dans la culture
Mevlut Karataş, le personnage principal du roman Cette chose étrange en moi (2014) d'Orhan Pamuk, est un marchand de boza.